# Liste des chapelles de la Mayenne
La liste des chapelles de la Mayenne présente les chapelles de culte catholique situées sur le territoire des communes du département français de la Mayenne.
Il est fait état des diverses protections dont elles peuvent bénéficier, et notamment les inscriptions et classements au titre des monuments historiques.
Toutes sont situées dans le diocèse de Laval.

## Liste
| Chapelle                                                                                | Commune                     | Adresse | Coordonnées                        | Notice         | Protection             | Date        | Illustration                                                       |
| --------------------------------------------------------------------------------------- | --------------------------- | ------- | ---------------------------------- | -------------- | ---------------------- | ----------- | ------------------------------------------------------------------ |
| Chapelle du château de la Barbottière                                                   | Ahuillé                     |         | 48° 00′ 05″ nord, 0° 50′ 54″ ouest |                |                        |             | Image manquante Téléverser                                         |
| Chapelle du château de la Vieux-Cour                                                    | Ahuillé                     |         | 48° 01′ 40″ nord, 0° 51′ 27″ ouest |                |                        |             | Image manquante Téléverser                                         |
| Chapelle de Notre-Dame de la Gasnerie d'Andouillé                                       | Andouillé                   |         | 48° 10′ 09″ nord, 0° 47′ 20″ ouest |                |                        |             | Image manquante Téléverser                                         |
| Chapelle Sainte-Anne du Grand-Vaussenay                                                 | Argentré                    |         | 48° 06′ 09″ nord, 0° 36′ 51″ ouest |                |                        |             | Image manquante Téléverser                                         |
| Chapelle Sainte-Rita d'Argentré                                                         | Argentré                    |         | 48° 05′ 15″ nord, 0° 37′ 42″ ouest |                |                        |             | Image manquante Téléverser                                         |
| Chapelle Sainte-Anne d'Aron                                                             | Aron                        |         | 48° 17′ 21″ nord, 0° 32′ 56″ ouest |                |                        |             | Chapelle Sainte-Anne d'Aron                                        |
| Chapelle Sainte-Ouie d'Aron                                                             | Aron                        |         | 48° 17′ 18″ nord, 0° 35′ 08″ ouest |                |                        |             | Chapelle Sainte-Ouie d'Aron                                        |
| Chapelle Saint-Grégoire de la Cour des Oyères                                           | Aron                        |         | 48° 19′ 13″ nord, 0° 31′ 40″ ouest |                |                        |             | Chapelle Saint-Grégoire de la Cour des Oyères                      |
| Chapelle du cimetière d'Assé-le-Bérenger                                                | Assé-le-Bérenger            |         | 48° 09′ 23″ nord, 0° 19′ 16″ ouest |                |                        |             | Image manquante Téléverser                                         |
| Chapelle Notre-Dame-de-la-Salette de la Grande Rivière                                  | Averton                     |         | 48° 19′ 54″ nord, 0° 15′ 27″ ouest |                |                        |             | Image manquante Téléverser                                         |
| Chapelle du Pont Neuf                                                                   | Averton                     |         | 48° 19′ 42″ nord, 0° 13′ 23″ ouest |                |                        |             | Image manquante Téléverser                                         |
| Chapelle Notre-Dame-de-Lourdes de la Drouardière                                        | Bais                        |         | 48° 14′ 45″ nord, 0° 20′ 27″ ouest |                |                        |             | Image manquante Téléverser                                         |
| Chapelle Notre-Dame-de-la-Piquellière                                                   | Bannes                      |         | 47° 59′ 05″ nord, 0° 20′ 49″ ouest |                |                        |             | Image manquante Téléverser                                         |
| Chapelle Sainte-Marie de Bazougers                                                      | Bazougers                   |         | 48° 01′ 04″ nord, 0° 35′ 03″ ouest |                |                        |             | Image manquante Téléverser                                         |
| Chapelle du prieuré de la Cotellerie                                                    | Bazougers                   |         | 48° 01′ 48″ nord, 0° 37′ 38″ ouest |                |                        |             | Image manquante Téléverser                                         |
| Chapelle Notre-Dame-de-Bon-Secours du Chenot                                            | Bazougers                   |         | 48° 01′ 04″ nord, 0° 35′ 03″ ouest |                |                        |             | Image manquante Téléverser                                         |
| Chapelle du château de Souvré                                                           | Bazougers                   |         | 48° 01′ 43″ nord, 0° 36′ 10″ ouest |                |                        |             | Image manquante Téléverser                                         |
| Chapelle Notre-Dame de Mariette                                                         | Beaumont-Pied-de-Bœuf       |         | 47° 54′ 57″ nord, 0° 27′ 44″ ouest |                |                        |             | Image manquante Téléverser                                         |
| Chapelle Sainte-Anne de Bourgnouvel                                                     | Belgeard                    |         | 48° 15′ 07″ nord, 0° 34′ 52″ ouest |                |                        |             | Chapelle Sainte-Anne de Bourgnouvel                                |
| Chapelle du cimetière de Belgeard                                                       | Belgeard                    |         | 48° 15′ 34″ nord, 0° 33′ 04″ ouest |                |                        |             | Chapelle du cimetière de Belgeard                                  |
| Chapelle du Souvenir Français de Bierné                                                 | Bierné-les-Villages         |         | 47° 48′ 42″ nord, 0° 32′ 26″ ouest |                |                        |             | Image manquante Téléverser                                         |
| Chapelle du cimetière de Saint-Laurent-des-Mortiers                                     | Bierné-les-Villages         |         | 47° 46′ 24″ nord, 0° 32′ 37″ ouest |                |                        |             | Image manquante Téléverser                                         |
| Chapelle de Sourjoche                                                                   | Bierné-les-Villages         |         | 47° 46′ 50″ nord, 0° 31′ 56″ ouest |                |                        |             | Image manquante Téléverser                                         |
| Chapelle Notre-Dame-du-Purgatoire de Saint-Michel-de-Feins                              | Bierné-les-Villages         |         | 47° 46′ 32″ nord, 0° 34′ 15″ ouest |                |                        |             | Image manquante Téléverser                                         |
| Chapelle Sainte-Croix d'Argenton-Notre-Dame                                             | Bierné-les-Villages         |         | 47° 46′ 51″ nord, 0° 35′ 23″ ouest |                |                        |             | Image manquante Téléverser                                         |
| Chapelle de Perrine Dugué de la Haute-Mancellière                                       | Blandouet-Saint Jean        |         | 48° 02′ 39″ nord, 0° 21′ 08″ ouest |                |                        |             | Chapelle de Perrine Dugué de la Haute-Mancellière                  |
| Chapelle Sainte-Irénée de la Favrière                                                   | Blandouet-Saint Jean        |         | 48° 02′ 47″ nord, 0° 22′ 38″ ouest |                |                        |             | Image manquante Téléverser                                         |
| Chapelle Sainte-Barbe des Gaudinières                                                   | Bonchamp-lès-Laval          |         | 48° 02′ 15″ nord, 0° 42′ 57″ ouest |                |                        |             | Image manquante Téléverser                                         |
| Chapelle Notre-Dame-du-Bon-Secours de la Chapelle                                       | Bouchamps-lès-Craon         |         | 47° 48′ 46″ nord, 0° 59′ 21″ ouest |                |                        |             | Image manquante Téléverser                                         |
| Chapelle Saint-Jacques de Beaulieu                                                      | Bouessay                    |         | 47° 51′ 34″ nord, 0° 23′ 02″ ouest |                |                        |             | Image manquante Téléverser                                         |
| Chapelle Notre-Dame des Freux                                                           | Bouère                      |         | 47° 53′ 07″ nord, 0° 28′ 05″ ouest |                |                        |             | Image manquante Téléverser                                         |
| Chapelle Notre-Dame-de-la-Pitié de Bouère                                               | Bouère                      |         | 47° 51′ 56″ nord, 0° 28′ 39″ ouest |                |                        |             | Image manquante Téléverser                                         |
| Chapelle de la Touche de la Haute Métrie                                                | Brains-sur-les-Marches      |         | 47° 52′ 37″ nord, 1° 10′ 36″ ouest |                |                        |             | Image manquante Téléverser                                         |
| Chapelle seigneuriale de Favières                                                       | Brecé                       |         | 48° 23′ 30″ nord, 0° 45′ 47″ ouest | « PA00109648 » | Inscrit MH             | 1991        | Image manquante Téléverser                                         |
| Chapelle Saint-Jacques-et-Sainte-Anne de l'Écluse                                       | Brecé                       |         | 48° 23′ 20″ nord, 0° 47′ 25″ ouest | « PA53000040 » | Inscrit MH             | 2019        | Image manquante Téléverser                                         |
| Chapelle Sainte-Croix de Brée                                                           | Brée                        |         | 48° 09′ 01″ nord, 0° 31′ 16″ ouest | « PA53000001 » | Inscrit MH             | 1996        | Chapelle Sainte-Croix de Brée                                      |
| Chapelle Saint-Nathanaël de la Gigoulais                                                | Chailland                   |         | 48° 13′ 35″ nord, 0° 52′ 23″ ouest |                |                        |             | Image manquante Téléverser                                         |
| Chapelle de l'Habit                                                                     | Chailland                   |         | 48° 14′ 59″ nord, 0° 49′ 22″ ouest |                |                        |             | Image manquante Téléverser                                         |
| Chapelle Sainte-Anne de Champfrémont                                                    | Champfrémont                |         | 48° 26′ 16″ nord, 0° 05′ 43″ ouest |                |                        |             | Chapelle Sainte-Anne de Champfrémont                               |
| Chapelle Saint-Denis de Bourgmansé                                                      | Champgenéteux               |         | 48° 17′ 44″ nord, 0° 23′ 11″ ouest |                |                        |             | Image manquante Téléverser                                         |
| Chapelle du Sacré-Cœur de la Guichousière                                               | Champgenéteux               |         | 48° 18′ 00″ nord, 0° 23′ 42″ ouest |                |                        |             | Image manquante Téléverser                                         |
| Chapelle du châtaignier de la Guinebaudière                                             | Champgenéteux               |         | 48° 17′ 38″ nord, 0° 25′ 04″ ouest |                |                        |             | Image manquante Téléverser                                         |
| Chapelle Saint-Joseph de Champéon                                                       | Champéon                    |         | 48° 21′ 18″ nord, 0° 30′ 32″ ouest |                |                        |             | Chapelle Saint-Joseph de Champéon                                  |
| Chapelle Saint-Siméon de la Mordantière                                                 | Champéon                    |         | 48° 21′ 45″ nord, 0° 29′ 16″ ouest |                |                        |             | Image manquante Téléverser                                         |
| Chapelle des Landes                                                                     | Changé                      |         | 48° 06′ 05″ nord, 0° 50′ 21″ ouest |                |                        |             | Image manquante Téléverser                                         |
| Chapelle Saint-Lazare de la Chapelle                                                    | Chantrigné                  |         | 48° 25′ 06″ nord, 0° 34′ 13″ ouest |                |                        |             | Image manquante Téléverser                                         |
| Chapelle dite de Hauteville de Charchigné                                               | Charchigné                  |         | 48° 25′ 12″ nord, 0° 24′ 52″ ouest |                |                        |             | Chapelle dite de Hauteville de Charchigné                          |
| Chapelle de la Vierge de Charchigné                                                     | Charchigné                  |         | 48° 25′ 07″ nord, 0° 24′ 39″ ouest |                |                        |             | Image manquante Téléverser                                         |
| Chapelle Saint-Joseph de Molières                                                       | Chemazé                     |         | 47° 45′ 31″ nord, 0° 45′ 12″ ouest |                |                        |             | Image manquante Téléverser                                         |
| Chapelle du cimetière de Chemazé                                                        | Chemazé                     |         | 47° 47′ 13″ nord, 0° 46′ 08″ ouest |                |                        |             | Image manquante Téléverser                                         |
| Chapelle Notre-Dame-de-la-Rose de Chemazé                                               | Chemazé                     |         | 47° 47′ 11″ nord, 0° 46′ 22″ ouest |                |                        |             | Image manquante Téléverser                                         |
| Chapelle Notre-Dame des Écherets                                                        | Chevaigné-du-Maine          |         | 48° 26′ 24″ nord, 0° 23′ 48″ ouest |                |                        |             | Image manquante Téléverser                                         |
| Chapelle Notre-Dame du Genêteil                                                         | Château-Gontier-sur-Mayenne |         | 47° 49′ 41″ nord, 0° 41′ 53″ ouest | « PA00109481 » | Classé MH              | 1980        | Chapelle Notre-Dame du Genêteil                                    |
| Hôpital et chapelle Saint-Julien de Château-Gontier                                     | Château-Gontier-sur-Mayenne |         | 47° 49′ 41″ nord, 0° 42′ 04″ ouest |                |                        |             | Hôpital et chapelle Saint-Julien de Château-Gontier                |
| Chapelle du Moulinet                                                                    | Château-Gontier-sur-Mayenne |         | 47° 49′ 52″ nord, 0° 44′ 10″ ouest | « PA00109467 » | Inscrit MH             | 1976        | Chapelle du Moulinet                                               |
| Chapelle Saint-Aventin d'Azé                                                            | Château-Gontier-sur-Mayenne |         | 47° 49′ 24″ nord, 0° 41′ 30″ ouest |                |                        |             | Image manquante Téléverser                                         |
| Chapelle Saint-Joseph de Château-Gontier                                                | Château-Gontier-sur-Mayenne |         | 47° 49′ 29″ nord, 0° 42′ 20″ ouest |                |                        |             | Image manquante Téléverser                                         |
| Chapelle du cimetière d'Azé                                                             | Château-Gontier-sur-Mayenne |         | 47° 49′ 08″ nord, 0° 41′ 09″ ouest |                |                        |             | Image manquante Téléverser                                         |
| Chapelle Saint-Joseph-des-Genêts de Pendu                                               | Château-Gontier-sur-Mayenne |         | 47° 48′ 53″ nord, 0° 42′ 00″ ouest |                |                        |             | Image manquante Téléverser                                         |
| Chapelle du cimetière de Châtelain                                                      | Châtelain                   |         | 47° 48′ 34″ nord, 0° 35′ 51″ ouest |                |                        |             | Image manquante Téléverser                                         |
| Chapelle Notre-Dame de Géard                                                            | Châtillon-sur-Colmont       |         | 48° 18′ 46″ nord, 0° 47′ 39″ ouest |                |                        |             | Chapelle Notre-Dame de Géard                                       |
| Chapelle Notre-Dame du Grattoir                                                         | Châtillon-sur-Colmont       |         | 48° 20′ 24″ nord, 0° 47′ 24″ ouest |                |                        |             | Chapelle Notre-Dame du Grattoir                                    |
| Chapelle Notre-Dame-de-Pitié de Commer                                                  | Commer                      |         | 48° 14′ 03″ nord, 0° 37′ 06″ ouest |                |                        |             | Image manquante Téléverser                                         |
| Chapelle des ardoisiers de Saint-Lézin                                                  | Congrier                    |         | 47° 48′ 52″ nord, 1° 07′ 37″ ouest |                |                        |             | Image manquante Téléverser                                         |
| Chapelle de la Prévôterie                                                               | Congrier                    |         | 47° 50′ 07″ nord, 1° 08′ 55″ ouest |                |                        |             | Image manquante Téléverser                                         |
| Chapelle Notre-Dame de Cossé-le-Vivien                                                  | Cossé-le-Vivien             |         | 47° 56′ 37″ nord, 0° 54′ 29″ ouest |                |                        |             | Image manquante Téléverser                                         |
| Chapelle Notre-Dame-du-Mont-Carmel de Cossé-le-Vivien                                   | Cossé-le-Vivien             |         | 47° 56′ 29″ nord, 0° 54′ 19″ ouest |                |                        |             | Image manquante Téléverser                                         |
| Chapelle du cimetière de Coudray                                                        | Coudray                     |         | 47° 47′ 29″ nord, 0° 38′ 33″ ouest |                |                        |             | Image manquante Téléverser                                         |
| Chapelle Saint-Hubert de Vaucé                                                          | Couesmes-Vaucé              |         | 48° 27′ 40″ nord, 0° 43′ 40″ ouest |                |                        |             | Chapelle Saint-Hubert de Vaucé                                     |
| Chapelle Saint-Laurent de Mont Méard                                                    | Courcité                    |         | 48° 16′ 59″ nord, 0° 14′ 03″ ouest |                |                        |             | Image manquante Téléverser                                         |
| Chapelle Notre-Dame-de-la-Trinité de la Picherie                                        | Courcité                    |         | 48° 17′ 57″ nord, 0° 13′ 13″ ouest |                |                        |             | Image manquante Téléverser                                         |
| Chapelle Notre-Dame-et-Saint-René de Rochefort                                          | Courcité                    |         | 48° 18′ 27″ nord, 0° 17′ 41″ ouest |                |                        |             | Image manquante Téléverser                                         |
| Chapelle Saint-Louis du Viel-Averton                                                    | Courcité                    |         | 48° 19′ 35″ nord, 0° 13′ 57″ ouest |                |                        |             | Image manquante Téléverser                                         |
| Chapelle Notre-Dame-du-Bon-Secours du Pavement                                          | Craon                       |         | 47° 50′ 28″ nord, 0° 56′ 57″ ouest |                |                        |             | Chapelle Notre-Dame-du-Bon-Secours du Pavement                     |
| Chapelle du monastère des bénédictines du Saint-Sacrement de Craon                      | Craon                       |         | 47° 50′ 55″ nord, 0° 57′ 16″ ouest |                |                        |             | Chapelle du monastère des bénédictines du Saint-Sacrement de Craon |
| Chapelle de l'ancien hospice de Craon                                                   | Craon                       |         | 47° 50′ 57″ nord, 0° 57′ 19″ ouest |                |                        |             | Image manquante Téléverser                                         |
| Chapelle du prieuré de Saint-Clément                                                    | Craon                       |         | 47° 50′ 43″ nord, 0° 57′ 35″ ouest |                |                        |             | Chapelle du prieuré de Saint-Clément                               |
| Chapelle de Craon                                                                       | Craon                       |         | à géolocaliser                     |                |                        |             | Image manquante Téléverser                                         |
| Chapelle Saint-Eutrope de Craon                                                         | Craon                       |         | 47° 51′ 15″ nord, 0° 57′ 26″ ouest |                |                        |             | Image manquante Téléverser                                         |
| Chapelle Saint-François-d'Assise de Craon                                               | Craon                       |         | 47° 50′ 48″ nord, 0° 57′ 28″ ouest |                |                        |             | Chapelle Saint-François-d'Assise de Craon                          |
| Chapelle du château de Craon                                                            | Craon                       |         | 47° 51′ 12″ nord, 0° 57′ 00″ ouest |                |                        |             | Image manquante Téléverser                                         |
| Chapelle Notre-Dame-de-la-Tremblaye de Daon                                             | Daon                        |         | 47° 45′ 11″ nord, 0° 37′ 29″ ouest |                |                        |             | Chapelle Notre-Dame-de-la-Tremblaye de Daon                        |
| Chapelle Sainte-Marie-Madeleine de Daon                                                 | Daon                        |         | 47° 44′ 51″ nord, 0° 38′ 14″ ouest |                |                        |             | Image manquante Téléverser                                         |
| Chapelle du cimetière de Denazé                                                         | Denazé                      |         | 47° 53′ 04″ nord, 0° 53′ 22″ ouest |                |                        |             | Chapelle du cimetière de Denazé                                    |
| Chapelle Saint-Joseph de Saint-Joseph-des-Champs                                        | Entrammes                   |         | 48° 01′ 23″ nord, 0° 44′ 09″ ouest |                |                        |             | Image manquante Téléverser                                         |
| Chapelle Notre-Dame de Charné                                                           | Ernée                       |         | 48° 17′ 51″ nord, 0° 55′ 53″ ouest | « PA00109503 » | Classé MH              | 1964        | Chapelle Notre-Dame de Charné                                      |
| Chapelle de l'Hôtel-Dieu d'Ernée                                                        | Ernée                       |         | 48° 17′ 43″ nord, 0° 55′ 52″ ouest |                |                        |             | Image manquante Téléverser                                         |
| Chapelle de l'hôtel de la Miséricorde d'Ernée                                           | Ernée                       |         | 48° 17′ 47″ nord, 0° 56′ 26″ ouest |                |                        |             | Image manquante Téléverser                                         |
| Chapelle Notre-Dame de Courbefosse                                                      | Fougerolles-du-Plessis      |         | 48° 29′ 18″ nord, 0° 59′ 52″ ouest |                |                        |             | Image manquante Téléverser                                         |
| Chapelle Saint-Joseph de Fougerolles-du-Plessis                                         | Fougerolles-du-Plessis      |         | 48° 28′ 16″ nord, 0° 57′ 25″ ouest |                |                        |             | Chapelle Saint-Joseph de Fougerolles-du-Plessis                    |
| Chapelle Sainte-Geneviève de la Bigotière                                               | Fougerolles-du-Plessis      |         | 48° 28′ 39″ nord, 0° 55′ 45″ ouest |                |                        |             | Image manquante Téléverser                                         |
| Chapelle Saint-Pair de Fromentières                                                     | Fromentières                |         | 47° 51′ 58″ nord, 0° 39′ 43″ ouest |                |                        |             | Image manquante Téléverser                                         |
| Chapelle du cimetière de Fromentières                                                   | Fromentières                |         | 47° 51′ 54″ nord, 0° 39′ 45″ ouest |                |                        |             | Chapelle du cimetière de Fromentières                              |
| Chapelle Notre-Dame de Gastines                                                         | Gastines                    |         | 47° 57′ 13″ nord, 1° 06′ 20″ ouest |                |                        |             | Image manquante Téléverser                                         |
| Chapelle Sainte-Anne de Gennes-sur-Glaize                                               | Gennes-Longuefuye           |         | 47° 51′ 09″ nord, 0° 36′ 32″ ouest |                |                        |             | Image manquante Téléverser                                         |
| Chapelle Saint-Étienne de Rouvadin                                                      | Gesvres                     |         | 48° 24′ 01″ nord, 0° 12′ 59″ ouest |                |                        |             | Image manquante Téléverser                                         |
| Chapelle du bourg de Gesvres                                                            | Gesvres                     |         | 48° 22′ 08″ nord, 0° 08′ 39″ ouest |                |                        |             | Chapelle du bourg de Gesvres                                       |
| Chapelle Sainte-Catherine de la Bazoge                                                  | Gesvres                     |         | 48° 21′ 40″ nord, 0° 09′ 08″ ouest |                |                        |             | Image manquante Téléverser                                         |
| Chapelle Notre-Dame dite du Bignon de Gorron                                            | Gorron                      |         | 48° 24′ 54″ nord, 0° 48′ 37″ ouest |                |                        |             | Image manquante Téléverser                                         |
| Chapelle Saint-Denis de Grazay                                                          | Grazay                      |         | 48° 17′ 31″ nord, 0° 28′ 57″ ouest |                |                        |             | Chapelle Saint-Denis de Grazay                                     |
| Chapelle Notre-Dame-de-Pitié de Grez-en-Bouère                                          | Grez-en-Bouère              |         | 47° 52′ 25″ nord, 0° 31′ 30″ ouest |                |                        |             | Image manquante Téléverser                                         |
| Chapelle Saint-Jacques-le-Majeur du Plessis-Péricot                                     | Grez-en-Bouère              |         | 47° 53′ 49″ nord, 0° 32′ 55″ ouest |                |                        |             | Image manquante Téléverser                                         |
| Chapelle Saint-Yves de Hambers                                                          | Hambers                     |         | 48° 16′ 43″ nord, 0° 25′ 44″ ouest |                |                        |             | Chapelle Saint-Yves de Hambers                                     |
| Chapelle Saint-Michel du Montaigu                                                       | Hambers                     |         | 48° 14′ 09″ nord, 0° 24′ 10″ ouest |                |                        |             | Chapelle Saint-Michel du Montaigu                                  |
| Chapelle Saint-Jean-Baptiste du Teil                                                    | Hambers                     |         | 48° 16′ 29″ nord, 0° 24′ 17″ ouest |                |                        |             | Chapelle Saint-Jean-Baptiste du Teil                               |
| Chapelle Saint-Mathieu de Hardanges                                                     | Hardanges                   |         | 48° 20′ 06″ nord, 0° 23′ 53″ ouest |                |                        |             | Chapelle Saint-Mathieu de Hardanges                                |
| Chapelle Saint-André d'Izé                                                              | Izé                         |         | 48° 14′ 34″ nord, 0° 18′ 45″ ouest |                |                        |             | Image manquante Téléverser                                         |
| Chapelle Sainte-Rosalie d'Izé                                                           | Izé                         |         | 48° 13′ 51″ nord, 0° 18′ 43″ ouest |                |                        |             | Image manquante Téléverser                                         |
| Chapelle Notre-Dame du Laizy                                                            | Javron-les-Chapelles        |         | 48° 24′ 50″ nord, 0° 21′ 03″ ouest |                |                        |             | Image manquante Téléverser                                         |
| Chapelle Sainte-Anne d'Hermet                                                           | Jublains                    |         | 48° 12′ 43″ nord, 0° 30′ 12″ ouest |                |                        |             | Chapelle Sainte-Anne d'Hermet                                      |
| Chapelle Notre-Dame de Doucé                                                            | Jublains                    |         | 48° 15′ 52″ nord, 0° 28′ 57″ ouest |                |                        |             | Chapelle Notre-Dame de Doucé                                       |
| Chapelle Saint-Jean-Baptiste de la Grande Antrepoutre                                   | Jublains                    |         | 48° 14′ 02″ nord, 0° 30′ 22″ ouest |                |                        |             | Image manquante Téléverser                                         |
| Chapelle Sainte-Anne de La Bazouge-des-Alleux                                           | La Bazouge-des-Alleux       |         | 48° 11′ 48″ nord, 0° 36′ 25″ ouest |                |                        |             | Image manquante Téléverser                                         |
| Chapelle Saint-Sébastien du château de Thuré                                            | La Bazouge-des-Alleux       |         | 48° 11′ 25″ nord, 0° 35′ 17″ ouest |                |                        |             | Image manquante Téléverser                                         |
| Chapelle Saint-Christophe de Saint-Christophe (Mayenne)                                 | La Boissière                |         | 47° 46′ 23″ nord, 0° 59′ 30″ ouest |                |                        |             | Image manquante Téléverser                                         |
| Chapelle de Cornesse                                                                    | La Brûlatte                 |         | 48° 05′ 35″ nord, 1° 00′ 09″ ouest |                |                        |             | Image manquante Téléverser                                         |
| Chapelle de la Croix-Adorée de La Chapelle-Craonnaise                                   | La Chapelle-Craonnaise      |         | 47° 54′ 02″ nord, 0° 54′ 52″ ouest |                |                        |             | Image manquante Téléverser                                         |
| Chapelle du cimetière de Saint-Sulpice                                                  | La Roche-Neuville           |         | 47° 54′ 07″ nord, 0° 43′ 07″ ouest |                |                        |             | Image manquante Téléverser                                         |
| Chapelle Notre-Dame-de-la-Pitié du Viaulnay                                             | La Roche-Neuville           |         | 47° 51′ 55″ nord, 0° 42′ 53″ ouest |                |                        |             | Image manquante Téléverser                                         |
| Chapelle de la Petite-Grossière                                                         | La Rouaudière               |         | 47° 49′ 24″ nord, 1° 12′ 17″ ouest |                |                        |             | Image manquante Téléverser                                         |
| Chapelle Notre-Dame de la Crue                                                          | La Selle-Craonnaise         |         | 47° 49′ 22″ nord, 1° 02′ 44″ ouest |                |                        |             | Image manquante Téléverser                                         |
| Chapelle Notre-Dame de Pont-au-Bray                                                     | Landivy                     |         | 48° 29′ 14″ nord, 1° 04′ 07″ ouest |                |                        |             | Chapelle Notre-Dame de Pont-au-Bray                                |
| Chapelle Notre-Dame de l'Ermitage                                                       | Larchamp                    |         | 48° 21′ 44″ nord, 0° 59′ 27″ ouest |                |                        |             | Image manquante Téléverser                                         |
| Chapelle Saint-Fraimbault de Saint-Fraimbault-de-Lassay                                 | Lassay-les-Châteaux         |         | 48° 26′ 01″ nord, 0° 28′ 36″ ouest |                |                        |             | Image manquante Téléverser                                         |
| Chapelle Notre-Dame-du-Rocher de Lassay-les-Châteaux                                    | Lassay-les-Châteaux         |         | 48° 26′ 18″ nord, 0° 29′ 55″ ouest |                |                        |             | Chapelle Notre-Dame-du-Rocher de Lassay-les-Châteaux               |
| Chapelle Saint-Mathieu de Lassay-les-Châteaux                                           | Lassay-les-Châteaux         |         | 48° 26′ 15″ nord, 0° 30′ 25″ ouest |                |                        |             | Image manquante Téléverser                                         |
| Chapelle Saint-Roch de Lassay-les-Châteaux                                              | Lassay-les-Châteaux         |         | 48° 26′ 30″ nord, 0° 30′ 17″ ouest |                |                        |             | Image manquante Téléverser                                         |
| Chapelle Saint-Joseph de la Mansonnière                                                 | Lassay-les-Châteaux         |         | 48° 26′ 53″ nord, 0° 28′ 05″ ouest |                |                        |             | Chapelle Saint-Joseph de la Mansonnière                            |
| Chapelle Saint-Joseph de Niort-la-Fontaine                                              | Lassay-les-Châteaux         |         | à géolocaliser                     |                |                        |             | Image manquante Téléverser                                         |
| Chapelle de Bure                                                                        | Lassay-les-Châteaux         |         | 48° 25′ 15″ nord, 0° 30′ 57″ ouest |                |                        |             | Image manquante Téléverser                                         |
| Chapelle du cimetière de Lassay-les-Châteaux                                            | Lassay-les-Châteaux         |         | 48° 26′ 26″ nord, 0° 29′ 43″ ouest |                |                        |             | Image manquante Téléverser                                         |
| Chapelle des Longchamps                                                                 | Lassay-les-Châteaux         |         | 48° 27′ 46″ nord, 0° 34′ 28″ ouest |                |                        |             | Image manquante Téléverser                                         |
| Chapelle Notre-Dame de Pritz                                                            | Laval                       |         | 48° 05′ 17″ nord, 0° 46′ 37″ ouest | « PA00109525 » | Classé MH              | 1938        | Chapelle Notre-Dame de Pritz                                       |
| Chapelle Saint-Julien de l'hôpital de Laval                                             | Laval                       |         | 48° 04′ 01″ nord, 0° 46′ 02″ ouest | « IA53000025 » |                        |             | Chapelle Saint-Julien de l'hôpital de Laval                        |
| Chapelle Saint-Melaine de Laval                                                         | Laval                       |         | à géolocaliser                     |                |                        |             | Image manquante Téléverser                                         |
| Chapelle du château de Laval                                                            | Laval                       |         | 48° 04′ 07″ nord, 0° 46′ 17″ ouest |                |                        |             | Chapelle du château de Laval                                       |
| Chapelle du Sacré-Cœur de Laval                                                         | Laval                       |         | 48° 03′ 49″ nord, 0° 46′ 14″ ouest |                |                        |             | Image manquante Téléverser                                         |
| Chapelle des Ursulines de Laval                                                         | Laval                       |         | 48° 03′ 59″ nord, 0° 46′ 32″ ouest |                |                        |             | Chapelle des Ursulines de Laval                                    |
| Chapelle Saint-François du Secours catholique de Laval                                  | Laval                       |         | 48° 03′ 57″ nord, 0° 46′ 22″ ouest |                |                        |             | Image manquante Téléverser                                         |
| Chapelle de la Croix-Couverte de Saint-Mélaine                                          | Laval                       |         | 48° 04′ 52″ nord, 0° 44′ 32″ ouest |                |                        |             | Chapelle de la Croix-Couverte de Saint-Mélaine                     |
| Chapelle Notre-Dame-de-la-Miséricorde de Laval                                          | Laval                       |         | 48° 04′ 06″ nord, 0° 45′ 48″ ouest |                |                        |             | Image manquante Téléverser                                         |
| Chapelle du Carmel de Laval                                                             | Laval                       |         | 48° 04′ 52″ nord, 0° 45′ 49″ ouest |                |                        |             | Image manquante Téléverser                                         |
| Chapelle de l'hôpital Saint-Louis de Laval                                              | Laval                       |         | 48° 03′ 54″ nord, 0° 46′ 54″ ouest | « IA53000630 » |                        |             | Image manquante Téléverser                                         |
| Chapelle Saint-Mathurin de Laval                                                        | Laval                       |         | 48° 03′ 58″ nord, 0° 46′ 24″ ouest | « IA53000378 » |                        |             | Image manquante Téléverser                                         |
| Chapelle Notre-Dame de la Ducraie                                                       | Le Buret                    |         | 47° 55′ 29″ nord, 0° 31′ 43″ ouest |                |                        |             | Image manquante Téléverser                                         |
| Chapelle Saint-Bernard des Bas Fays                                                     | Le Genest-Saint-Isle        |         | 48° 06′ 09″ nord, 0° 55′ 50″ ouest |                |                        |             | Image manquante Téléverser                                         |
| Chapelle Notre-Dame-de-Pitié du Petit Lamboux                                           | Le Horps                    |         | 48° 23′ 49″ nord, 0° 29′ 07″ ouest |                |                        |             | Image manquante Téléverser                                         |
| Chapelle Notre-Dame-de-la-Pitié du Bas Boulay                                           | Le Housseau-Brétignolles    |         | 48° 28′ 19″ nord, 0° 33′ 16″ ouest |                |                        |             | Image manquante Téléverser                                         |
| Chapelle Notre-Dame-des-Victoires du Bas Mezeray                                        | Le Housseau-Brétignolles    |         | 48° 28′ 21″ nord, 0° 32′ 26″ ouest |                |                        |             | Image manquante Téléverser                                         |
| Chapelle Notre-Dame de la Croix Renaud du Housseau-Brétignolles                         | Le Housseau-Brétignolles    |         | 48° 28′ 10″ nord, 0° 31′ 20″ ouest |                |                        |             | Image manquante Téléverser                                         |
| Chapelle Notre-Dame de l'Ermitage                                                       | Le Ribay                    |         | 48° 21′ 37″ nord, 0° 26′ 31″ ouest |                |                        |             | Image manquante Téléverser                                         |
| Chapelle Notre-Dame-de-Lourdes de Lignières-la-Doucelle                                 | Lignières-Orgères           |         | 48° 32′ 30″ nord, 0° 12′ 45″ ouest |                |                        |             | Chapelle Notre-Dame-de-Lourdes de Lignières-la-Doucelle            |
| Chapelle Notre-Dame-des-Grâces d'Orgères-la-Roche                                       | Lignières-Orgères           |         | 48° 33′ 13″ nord, 0° 14′ 01″ ouest |                |                        |             | Image manquante Téléverser                                         |
| Chapelle Saint-Denis de Blochet                                                         | Livré-la-Touche             |         | 47° 51′ 49″ nord, 0° 58′ 01″ ouest |                |                        |             | Chapelle Saint-Denis de Blochet                                    |
| Chapelle Notre-Dame de la Croix Huchot                                                  | Loupfougères                |         | 47° 20′ 18″ nord, 0° 20′ 45″ ouest |                |                        |             | Image manquante Téléverser                                         |
| Chapelle de la Doyère                                                                   | Louvigné                    |         | 48° 03′ 29″ nord, 0° 38′ 49″ ouest |                |                        |             | Image manquante Téléverser                                         |
| Chapelle Saint-Aubert de Saint-Aubert                                                   | Madré                       |         | 48° 26′ 49″ nord, 0° 22′ 54″ ouest |                |                        |             | Image manquante Téléverser                                         |
| Chapelle Saint-Henri de Marigné-Peuton                                                  | Marigné-Peuton              |         | 47° 52′ 04″ nord, 0° 48′ 45″ ouest |                |                        |             | Chapelle Saint-Henri de Marigné-Peuton                             |
| Chapelle Saint-Blaise de Marigné-Peuton                                                 | Marigné-Peuton              |         | 47° 52′ 03″ nord, 0° 48′ 46″ ouest |                |                        |             | Chapelle Saint-Blaise de Marigné-Peuton                            |
| Chapelle Notre-Dame de Saint-Léger                                                      | Martigné-sur-Mayenne        |         | 48° 13′ 32″ nord, 0° 39′ 46″ ouest |                |                        |             | Image manquante Téléverser                                         |
| Chapelle des Calvairiennes                                                              | Mayenne                     |         | 48° 18′ 20″ nord, 0° 37′ 23″ ouest | « PA00109557 » | Classé MH              | 1967        | Chapelle des Calvairiennes                                         |
| Chapelle Saint-Léonard de Mayenne                                                       | Mayenne                     |         | 48° 18′ 55″ nord, 0° 36′ 31″ ouest | « PA00109560 » | Classé MH ; Inscrit MH | 1959 ; 2003 | Chapelle Saint-Léonard de Mayenne                                  |
| Chapelle Sainte-Marie de Mayenne                                                        | Mayenne                     |         | 48° 18′ 26″ nord, 0° 37′ 01″ ouest |                |                        |             | Image manquante Téléverser                                         |
| Chapelle Saint-Joseph de Berne                                                          | Mayenne                     |         | 48° 17′ 57″ nord, 0° 37′ 38″ ouest |                |                        |             | Chapelle Saint-Joseph de Berne                                     |
| Chapelle de la Providence de Mayenne                                                    | Mayenne                     |         | 48° 18′ 26″ nord, 0° 36′ 52″ ouest |                |                        |             | Chapelle de la Providence de Mayenne                               |
| Chapelle de la Visitation de Mayenne                                                    | Mayenne                     |         | 48° 18′ 26″ nord, 0° 37′ 01″ ouest |                |                        |             | Chapelle de la Visitation de Mayenne                               |
| Chapelle du Sacré-Cœur de Mayenne                                                       | Mayenne                     |         | 48° 17′ 47″ nord, 0° 36′ 52″ ouest |                |                        |             | Chapelle du Sacré-Cœur de Mayenne                                  |
| Chapelle Notre-Dame de Saubert                                                          | Meslay-du-Maine             |         | 47° 57′ 12″ nord, 0° 33′ 12″ ouest |                |                        |             | Image manquante Téléverser                                         |
| Chapelle Sainte-Anastasie de la Cuperie                                                 | Montigné-le-Brillant        |         | 47° 59′ 59″ nord, 0° 49′ 46″ ouest |                |                        |             | Image manquante Téléverser                                         |
| Chapelle du château de Bourgon                                                          | Montourtier                 |         | 48° 13′ 23″ nord, 0° 33′ 40″ ouest |                |                        |             | Chapelle du château de Bourgon                                     |
| Chapelle Saint-Christophe de Poulay                                                     | Montreuil-Poulay            |         | 48° 22′ 34″ nord, 0° 30′ 55″ ouest |                |                        |             | Image manquante Téléverser                                         |
| Chapelle des Trois-Maries de Montsûrs                                                   | Montsûrs                    |         | 48° 08′ 02″ nord, 0° 33′ 09″ ouest |                |                        |             | Image manquante Téléverser                                         |
| Chapelle Saint-Martin de Montsûrs                                                       | Montsûrs                    |         | 48° 07′ 52″ nord, 0° 32′ 50″ ouest | « PA00109568 » | Inscrit MH             | 1982        | Chapelle Saint-Martin de Montsûrs                                  |
| Chapelle Saint-Mamert de Deux-Évailles                                                  | Montsûrs                    |         | 48° 11′ 28″ nord, 0° 31′ 41″ ouest |                |                        |             | Image manquante Téléverser                                         |
| Chapelle Saint-Ouie du château des Grands-Ifs                                           | Montsûrs                    |         | 48° 07′ 42″ nord, 0° 34′ 29″ ouest |                |                        |             | Image manquante Téléverser                                         |
| Chapelle Notre-Dame des Coefferies                                                      | Mée                         |         | 47° 47′ 59″ nord, 0° 51′ 45″ ouest |                |                        |             | Image manquante Téléverser                                         |
| Chapelle Saint-Denis de Mée                                                             | Mée                         |         | 47° 47′ 57″ nord, 0° 51′ 37″ ouest |                |                        |             | Image manquante Téléverser                                         |
| Chapelle Notre-Dame-de-Bonne-Fortune de Ménil                                           | Ménil                       |         | 47° 46′ 50″ nord, 0° 40′ 24″ ouest |                |                        |             | Image manquante Téléverser                                         |
| Chapelle Notre-Dame de Ménil                                                            | Ménil                       |         | 47° 46′ 27″ nord, 0° 40′ 39″ ouest |                |                        |             | Image manquante Téléverser                                         |
| Chapelle Saint-Joseph de Méral                                                          | Ménil                       |         | 47° 57′ 37″ nord, 0° 59′ 03″ ouest |                |                        |             | Chapelle Saint-Joseph de Méral                                     |
| Chapelle Sainte-Geneviève de Méral                                                      | Ménil                       |         | 47° 58′ 31″ nord, 1° 02′ 26″ ouest |                |                        |             | Image manquante Téléverser                                         |
| Chapelle des Mottais                                                                    | Ménil                       |         | 47° 57′ 16″ nord, 0° 59′ 15″ ouest |                |                        |             | Image manquante Téléverser                                         |
| Chapelle Sainte-Catherine de Château du Rocher                                          | Mézangers                   |         | 48° 11′ 22″ nord, 0° 26′ 31″ ouest |                |                        |             | Chapelle Sainte-Catherine de Château du Rocher                     |
| Chapelle Notre-Dame des Basses Guerrières                                               | Mézangers                   |         | 48° 11′ 10″ nord, 0° 24′ 37″ ouest |                |                        |             | Image manquante Téléverser                                         |
| Chapelle de Loré                                                                        | Oisseau                     |         | 48° 20′ 31″ nord, 0° 40′ 36″ ouest | « PA53000026 » | Inscrit MH             | 2007        | Chapelle de Loré                                                   |
| Chapelle Notre-Dame d'Origné                                                            | Origné                      |         | 48° 56′ 49″ nord, 0° 43′ 30″ ouest |                |                        |             | Image manquante Téléverser                                         |
| Chapelle du cimetière de Parné-sur-Roc                                                  | Parné-sur-Roc               |         | 48° 00′ 30″ nord, 0° 40′ 16″ ouest | « IA53001875 » |                        |             | Chapelle du cimetière de Parné-sur-Roc                             |
| Chapelle du château de la Guittrie                                                      | Placé                       |         | 48° 15′ 23″ nord, 0° 45′ 37″ ouest |                |                        |             | Image manquante Téléverser                                         |
| Chapelle du cimetière de Pommerieux                                                     | Pommerieux                  |         | 47° 49′ 37″ nord, 0° 54′ 01″ ouest |                |                        |             | Chapelle du cimetière de Pommerieux                                |
| Chapelle des Missionnaires Oblats de Marie-Immaculée de Pontmain                        | Pontmain                    |         | 48° 26′ 28″ nord, 1° 03′ 31″ ouest |                |                        |             | Image manquante Téléverser                                         |
| Chapelle Sainte-Anne de Pontmain                                                        | Pontmain                    |         | 48° 26′ 14″ nord, 1° 03′ 33″ ouest |                |                        |             | Chapelle Sainte-Anne de Pontmain                                   |
| Chapelle Notre-Dame-de-Liesse de Port-Brillet                                           | Port-Brillet                |         | 48° 06′ 35″ nord, 0° 58′ 42″ ouest |                |                        |             | Image manquante Téléverser                                         |
| Chapelle Sainte-Marie-Madeleine de Port-Brillet                                         | Port-Brillet                |         | à géolocaliser                     |                |                        |             | Image manquante Téléverser                                         |
| Chapelle Saint-Julien du Vieux-Saint-Julien                                             | Pré-en-Pail-Saint-Samson    |         | 48° 25′ 32″ nord, 0° 11′ 28″ ouest |                |                        |             | Image manquante Téléverser                                         |
| Chapelle de la Vierge de la Rouaudière                                                  | Prée-d'Anjou                |         | 47° 49′ 56″ nord, 0° 48′ 54″ ouest |                |                        |             | Image manquante Téléverser                                         |
| Chapelle Notre-Dame du Pré-Guyon de Préyon                                              | Quelaines-Saint-Gault       |         | 47° 56′ 07″ nord, 0° 48′ 48″ ouest |                |                        |             | Image manquante Téléverser                                         |
| Chapelle Notre-Dame-de-l'Assomption de Froid-Fonds                                      | Ruillé-Froid-Fonds          |         | 47° 53′ 02″ nord, 0° 36′ 51″ ouest |                |                        |             | Chapelle Notre-Dame-de-l'Assomption de Froid-Fonds                 |
| Chapelle du château du Puy                                                              | Ruillé-Froid-Fonds          |         | 47° 54′ 03″ nord, 0° 35′ 59″ ouest |                |                        |             | Chapelle du château du Puy                                         |
| Chapelle Notre-Dame-de-l'Immaculée-Conception de Bord Chéran                            | Saint-Aignan-sur-Roë        |         | 47° 49′ 49″ nord, 1° 07′ 47″ ouest |                |                        |             | Chapelle Notre-Dame-de-l'Immaculée-Conception de Bord Chéran       |
| Chapelle dite du Frêne de Saint-Aignan-sur-Roë                                          | Saint-Aignan-sur-Roë        |         | 47° 50′ 29″ nord, 1° 08′ 18″ ouest |                |                        |             | Image manquante Téléverser                                         |
| Chapelle Saint-Jean de la communauté des Petites Sœurs de Marie de Saint-Aignan-sur-Roë | Saint-Aignan-sur-Roë        |         | 47° 50′ 27″ nord, 1° 08′ 10″ ouest |                |                        |             | Image manquante Téléverser                                         |
| Chapelle Notre-Dame-de-la-Salette du Vieux Chesnay                                      | Saint-Aubin-du-Désert       |         | 48° 19′ 14″ nord, 0° 09′ 41″ ouest |                |                        |             | Image manquante Téléverser                                         |
| Chapelle Saint-Michel de Fontaine Daniel                                                | Saint-Baudelle              |         | 48° 16′ 46″ nord, 0° 40′ 21″ ouest |                |                        |             | Image manquante Téléverser                                         |
| Chapelle Notre-Dame-de-Bon-Secours de Saint-Cyr-en-Pail                                 | Saint-Cyr-en-Pail           |         | 48° 26′ 25″ nord, 0° 14′ 49″ ouest |                |                        |             | Chapelle Notre-Dame-de-Bon-Secours de Saint-Cyr-en-Pail            |
| Chapelle Notre-Dame-de-Bon-Secours de Trémezeau                                         | Saint-Cyr-le-Gravelais      |         | 48° 02′ 27″ nord, 1° 00′ 01″ ouest |                |                        |             | Chapelle Notre-Dame-de-Bon-Secours de Trémezeau                    |
| Chapelle Saint-Martin de Villenglose                                                    | Saint-Denis-d'Anjou         |         | 47° 46′ 34″ nord, 0° 28′ 19″ ouest | « PA00109586 » | Classé MH              | 1964        | Chapelle Saint-Martin de Villenglose                               |
| Chapelle du cimetière de Saint-Denis-d'Anjou                                            | Saint-Denis-d'Anjou         |         | 47° 47′ 12″ nord, 0° 26′ 35″ ouest |                |                        |             | Image manquante Téléverser                                         |
| Chapelle du cimetière de Saint-Martin-de-Villenglose                                    | Saint-Denis-d'Anjou         |         | 47° 46′ 25″ nord, 0° 28′ 28″ ouest |                |                        |             | Image manquante Téléverser                                         |
| Chapelle de la Vierge des Gelinières                                                    | Saint-Denis-d'Anjou         |         | 47° 47′ 36″ nord, 0° 24′ 12″ ouest |                |                        |             | Image manquante Téléverser                                         |
| Chapelle de la Guérouillère                                                             | Saint-Denis-d'Anjou         |         | 47° 48′ 56″ nord, 0° 28′ 53″ ouest |                |                        |             | Image manquante Téléverser                                         |
| Chapelle Notre-Dame-de-Pitié de Saint-Denis-de-Gastines                                 | Saint-Denis-de-Gastines     |         | 48° 20′ 39″ nord, 0° 51′ 29″ ouest |                |                        |             | Image manquante Téléverser                                         |
| Chapelle Notre-Dame-de-Pitié de Saint-Fraimbault-de-Prières                             | Saint-Fraimbault-de-Prières |         | 48° 20′ 57″ nord, 0° 34′ 42″ ouest |                |                        |             | Image manquante Téléverser                                         |
| Chapelle Notre-Dame de Saint-Georges de Lisle                                           | Saint-Fraimbault-de-Prières |         | 48° 21′ 53″ nord, 0° 35′ 13″ ouest |                |                        |             | Image manquante Téléverser                                         |
| Chapelle Sainte-Barbe du château de Coulonges                                           | Saint-Fraimbault-de-Prières |         | 48° 19′ 44″ nord, 0° 34′ 32″ ouest |                |                        |             | Image manquante Téléverser                                         |
| Chapelle Notre-Dame du Hec                                                              | Saint-Georges-Buttavent     |         | 48° 17′ 53″ nord, 0° 44′ 06″ ouest |                |                        |             | Chapelle Notre-Dame du Hec                                         |
| Chapelle Saint-Gilles des Mordrets                                                      | Saint-Georges-sur-Erve      |         | 48° 09′ 45″ nord, 0° 17′ 10″ ouest |                |                        |             | Image manquante Téléverser                                         |
| Chapelle du cimetière de Saint-Georges-sur-Erve                                         | Saint-Georges-sur-Erve      |         | 48° 10′ 00″ nord, 0° 17′ 46″ ouest |                |                        |             | Image manquante Téléverser                                         |
| Chapelle Sainte-Barbe de Saint-Germain-de-Coulamer                                      | Saint-Germain-de-Coulamer   |         | 48° 16′ 00″ nord, 0° 10′ 30″ ouest |                |                        |             | Image manquante Téléverser                                         |
| Chapelle de la Guinhardière                                                             | Saint-Germain-de-Coulamer   |         | 48° 17′ 26″ nord, 0° 11′ 33″ ouest |                |                        |             | Image manquante Téléverser                                         |
| Chapelle Sainte-Anne de la Jubertière                                                   | Saint-Hilaire-du-Maine      |         | 48° 13′ 39″ nord, 0° 56′ 58″ ouest |                |                        |             | Image manquante Téléverser                                         |
| Chapelle Notre-Dame de la Templerie                                                     | Saint-Hilaire-du-Maine      |         | 48° 11′ 30″ nord, 0° 56′ 45″ ouest |                |                        |             | Image manquante Téléverser                                         |
| Chapelle Sainte-Anne de la Protais                                                      | Saint-Hilaire-du-Maine      |         | 48° 13′ 25″ nord, 0° 55′ 45″ ouest |                |                        |             | Image manquante Téléverser                                         |
| Chapelle de Saint-Trèche                                                                | Saint-Jean-sur-Mayenne      |         | 48° 07′ 44″ nord, 0° 45′ 08″ ouest |                |                        |             | Chapelle de Saint-Trèche                                           |
| Chapelle Sainte-Marie-Madeleine de la Foucaudière                                       | Saint-Julien-du-Terroux     |         | 48° 29′ 11″ nord, 0° 24′ 53″ ouest |                |                        |             | Image manquante Téléverser                                         |
| Chapelle Saint-Fort de Saint-Loup-du-Dorat                                              | Saint-Loup-du-Dorat         |         | 47° 53′ 27″ nord, 0° 25′ 08″ ouest |                |                        |             | Image manquante Téléverser                                         |
| Chapelle Saint-Joseph de Saint-Loup-du-Gast                                             | Saint-Loup-du-Gast          |         | 48° 22′ 58″ nord, 0° 35′ 38″ ouest |                |                        |             | Chapelle Saint-Joseph de Saint-Loup-du-Gast                        |
| Chapelle du Chêne-Jouanne                                                               | Saint-Mars-sur-la-Futaie    |         | 48° 26′ 21″ nord, 1° 01′ 25″ ouest |                |                        |             | Chapelle du Chêne-Jouanne                                          |
| Chapelle Jacques-Hamard de Saint-Mars-sur-la-Futaie                                     | Saint-Mars-sur-la-Futaie    |         | 48° 25′ 54″ nord, 1° 00′ 53″ ouest |                |                        |             | Image manquante Téléverser                                         |
| Chapelle Levannier                                                                      | Saint-Mars-sur-la-Futaie    |         | 48° 26′ 00″ nord, 1° 00′ 52″ ouest |                |                        |             | Chapelle Levannier                                                 |
| Chapelle du Chêne                                                                       | Saint-Martin-de-Connée      |         | 48° 13′ 52″ nord, 0° 14′ 24″ ouest |                |                        |             | Chapelle du Chêne                                                  |
| Chapelle Notre-Dame de la Crue de Saint-Martin-du-Limet                                 | Saint-Martin-du-Limet       |         | 47° 49′ 22″ nord, 1° 02′ 44″ ouest |                |                        |             | Chapelle Notre-Dame de la Crue de Saint-Martin-du-Limet            |
| Chapelle Saint-Joseph de la Crue                                                        | Saint-Martin-du-Limet       |         | 47° 49′ 22″ nord, 1° 02′ 44″ ouest |                |                        |             | Chapelle Saint-Joseph de la Crue                                   |
| Chapelle Notre-Dame-de-la-Salette de Saint-Michel-de-la-Roë                             | Saint-Michel-de-la-Roë      |         | 47° 52′ 52″ nord, 1° 07′ 34″ ouest |                |                        |             | Image manquante Téléverser                                         |
| Chapelle Saint-Jean-Baptiste du Barbin                                                  | Saint-Ouën-des-Toits        |         | 48° 08′ 51″ nord, 0° 51′ 16″ ouest |                |                        |             | Image manquante Téléverser                                         |
| Chapelle Saint-Barthélemy de Saint-Ouën-des-Toits                                       | Saint-Ouën-des-Toits        |         | à géolocaliser                     |                |                        |             | Image manquante Téléverser                                         |
| Chapelle Saint-Roch de Saint-Roch (Mayenne)                                             | Saint-Ouën-des-Toits        |         | 48° 09′ 15″ nord, 0° 52′ 39″ ouest |                |                        |             | Image manquante Téléverser                                         |
| Chapelle Notre-Dame-du-Bon-Secours de Saint-Pierre-des-Nids                             | Saint-Pierre-des-Nids       |         | 48° 24′ 10″ nord, 0° 06′ 42″ ouest |                |                        |             | Image manquante Téléverser                                         |
| Chapelle du cimetière de Saint-Pierre-des-Nids                                          | Saint-Pierre-des-Nids       |         | 48° 23′ 53″ nord, 0° 05′ 49″ ouest |                |                        |             | Image manquante Téléverser                                         |
| Chapelle de l'étang du Tour                                                             | Saint-Pierre-des-Nids       |         | 48° 24′ 07″ nord, 0° 05′ 30″ ouest |                |                        |             | Image manquante Téléverser                                         |
| Chapelle de la Vachonnière                                                              | Saint-Pierre-des-Nids       |         | 48° 23′ 45″ nord, 0° 06′ 19″ ouest |                |                        |             | Image manquante Téléverser                                         |
| Chapelle Saint-Sylvain de Saint-Pierre-sur-Erve                                         | Saint-Pierre-sur-Erve       |         | 48° 00′ 39″ nord, 0° 23′ 40″ ouest |                |                        |             | Chapelle Saint-Sylvain de Saint-Pierre-sur-Erve                    |
| Chapelle du cimetière de Saint-Pierre-sur-Orthe                                         | Saint-Pierre-sur-Orthe      |         | 48° 12′ 44″ nord, 0° 12′ 23″ ouest |                |                        |             | Image manquante Téléverser                                         |
| Chapelle Sainte-Geneviève de Saint-Poix                                                 | Saint-Poix                  |         | 47° 58′ 31″ nord, 1° 02′ 26″ ouest |                |                        |             | Image manquante Téléverser                                         |
| Chapelle des Courants                                                                   | Saint-Poix                  |         | 47° 57′ 53″ nord, 1° 02′ 06″ ouest |                |                        |             | Image manquante Téléverser                                         |
| Chapelle Notre-Dame des Hauts Prés                                                      | Saint-Thomas-de-Courceriers |         | 48° 14′ 38″ nord, 0° 16′ 47″ ouest |                |                        |             | Image manquante Téléverser                                         |
| Chapelle Notre-Dame-de-Bon-Secours de la Rabine                                         | Saint-Thomas-de-Courceriers |         | 48° 16′ 19″ nord, 0° 16′ 12″ ouest |                |                        |             | Image manquante Téléverser                                         |
| Chapelle au manoir de Courceriers                                                       | Saint-Thomas-de-Courceriers |         | 48° 16′ 19″ nord, 0° 15′ 08″ ouest |                |                        |             | Image manquante Téléverser                                         |
| Chapelle Sainte-Anne d'Étiveau                                                          | Sainte-Gemmes-le-Robert     |         | 48° 12′ 48″ nord, 0° 23′ 14″ ouest | « IA00034472 » |                        |             | Image manquante Téléverser                                         |
| Chapelle Saint-Jacques de Rame                                                          | Sainte-Gemmes-le-Robert     |         | 48° 11′ 50″ nord, 0° 24′ 20″ ouest |                |                        |             | Image manquante Téléverser                                         |
| Chapelle Notre-Dame de la Saulinière                                                    | Sainte-Gemmes-le-Robert     |         | 48° 11′ 53″ nord, 0° 20′ 20″ ouest |                |                        |             | Image manquante Téléverser                                         |
| Chapelle Saint-Grégoire de Crun                                                         | Sainte-Gemmes-le-Robert     |         | 48° 10′ 41″ nord, 0° 21′ 38″ ouest |                |                        |             | Image manquante Téléverser                                         |
| Chapelle Sainte-Barbe de la Glotterie                                                   | Sainte-Gemmes-le-Robert     |         | 48° 12′ 26″ nord, 0° 20′ 59″ ouest |                |                        |             | Image manquante Téléverser                                         |
| Chapelle des Jolivières                                                                 | Sainte-Gemmes-le-Robert     |         | 48° 12′ 53″ nord, 0° 21′ 56″ ouest |                |                        |             | Image manquante Téléverser                                         |
| Chapelle de la Rairie                                                                   | Sainte-Suzanne-et-Chammes   |         | 48° 05′ 04″ nord, 0° 23′ 22″ ouest |                |                        |             | Image manquante Téléverser                                         |
| Chapelle Sainte-Madeleine de Sainte-Suzanne                                             | Sainte-Suzanne-et-Chammes   |         | 48° 05′ 58″ nord, 0° 20′ 59″ ouest |                |                        |             | Image manquante Téléverser                                         |
| Chapelle Saint-Eutrope de la Croix-Couverte                                             | Sainte-Suzanne-et-Chammes   |         | 48° 05′ 38″ nord, 0° 21′ 17″ ouest |                |                        |             | Image manquante Téléverser                                         |
| Chapelle Saint-Fort-et-Saint-Loup du Château-Neuf                                       | Sainte-Suzanne-et-Chammes   |         | 48° 06′ 23″ nord, 0° 20′ 38″ ouest |                |                        |             | Image manquante Téléverser                                         |
| Chapelle du cimetière de Thubœuf                                                        | Thubœuf                     |         | 48° 30′ 04″ nord, 0° 26′ 57″ ouest |                |                        |             | Image manquante Téléverser                                         |
| Chapelle Saint-Nicolas de la ferme de Saint-Nicolas                                     | Torcé-Viviers-en-Charnie    |         | 48° 04′ 22″ nord, 0° 17′ 57″ ouest |                |                        |             | Chapelle Saint-Nicolas de la ferme de Saint-Nicolas                |
| Chapelle Notre-Dame du manoir de Longue Fougère                                         | Torcé-Viviers-en-Charnie    |         | 48° 07′ 53″ nord, 0° 15′ 37″ ouest |                |                        |             | Image manquante Téléverser                                         |
| Chapelle Notre-Dame-des-Trois-Poiriers de Torcé-Viviers-en-Charnie                      | Torcé-Viviers-en-Charnie    |         | 48° 07′ 33″ nord, 0° 17′ 04″ ouest |                |                        |             | Image manquante Téléverser                                         |
| Chapelle Saint-Joseph du Clou                                                           | Torcé-Viviers-en-Charnie    |         | 48° 05′ 38″ nord, 0° 15′ 39″ ouest |                |                        |             | Image manquante Téléverser                                         |
| Chapelle Notre-Dame-de-la-Salette de Trans                                              | Trans                       |         | 48° 16′ 30″ nord, 0° 18′ 17″ ouest |                |                        |             | Image manquante Téléverser                                         |
| Chapelle du châtaignier du Perrichet                                                    | Vaiges                      |         | 48° 03′ 14″ nord, 0° 28′ 13″ ouest |                |                        |             | Image manquante Téléverser                                         |
| Chapelle du château de Villiers                                                         | Vaiges                      |         | 48° 03′ 44″ nord, 0° 29′ 32″ ouest |                |                        |             | Image manquante Téléverser                                         |
| Chapelle Notre-Dame-du-Rosaire de Monhage                                               | Vautorte                    |         | 48° 18′ 41″ nord, 0° 49′ 44″ ouest |                |                        |             | Image manquante Téléverser                                         |
| Chapelle Saint-Joseph de Vautorte                                                       | Vautorte                    |         | 48° 18′ 05″ nord, 0° 50′ 02″ ouest |                |                        |             | Image manquante Téléverser                                         |
| Chapelle du Fourneau de Villaines-la-Juhel                                              | Villaines-la-Juhel          |         | 48° 20′ 35″ nord, 0° 16′ 15″ ouest |                |                        |             | Image manquante Téléverser                                         |
| Chapelle Sainte-Anne de la Mitrie                                                       | Villaines-la-Juhel          |         | 48° 19′ 42″ nord, 0° 17′ 53″ ouest |                |                        |             | Image manquante Téléverser                                         |
| Chapelle Notre-Dame-du-Bon-Secours de la Séchetterie                                    | Villepail                   |         | 48° 24′ 08″ nord, 0° 14′ 51″ ouest |                |                        |             | Chapelle Notre-Dame-du-Bon-Secours de la Séchetterie               |
| Chapelle du Petit-Courtaliéru                                                           | Vimarcé                     |         | 48° 11′ 27″ nord, 0° 13′ 57″ ouest |                |                        |             | Image manquante Téléverser                                         |
| Chapelle du Tertre                                                                      | Vimarcé                     |         | 48° 11′ 09″ nord, 0° 14′ 18″ ouest |                |                        |             | Image manquante Téléverser                                         |
| Chapelle Notre-Dame-des-trois-Poiriers de Voutré                                        | Voutré                      |         | 48° 07′ 33″ nord, 0° 17′ 04″ ouest |                |                        |             | Chapelle Notre-Dame-des-trois-Poiriers de Voutré                   |
| Chapelle de Haute-Rue                                                                   | Voutré                      |         | 48° 08′ 46″ nord, 0° 16′ 27″ ouest |                |                        |             | Chapelle de Haute-Rue                                              |
| Chapelle Saint-Crépin d'Évron                                                           | Évron                       |         | 48° 09′ 24″ nord, 0° 24′ 09″ ouest | « PA00109506 » | Classé MH              | 1846        | Chapelle Saint-Crépin d'Évron                                      |
| Chapelle dite du Torticolis des Hermandières                                            | Évron                       |         | 48° 08′ 38″ nord, 0° 26′ 46″ ouest |                |                        |             | Image manquante Téléverser                                         |
| Chapelle Notre-Dame du Grand Champgemer                                                 | Évron                       |         | 48° 06′ 48″ nord, 0° 22′ 40″ ouest |                |                        |             | Image manquante Téléverser                                         |
| Chapelle du manoir de Diergé                                                            | Évron                       |         | 48° 09′ 33″ nord, 0° 23′ 22″ ouest |                |                        |             | Image manquante Téléverser                                         |
| Chapelle Notre-Dame de Dinard                                                           | Évron                       |         | 48° 10′ 23″ nord, 0° 25′ 05″ ouest |                |                        |             | Image manquante Téléverser                                         |
| Chapelle Saint-Joseph du Jarossay                                                       | Évron                       |         | 48° 08′ 46″ nord, 0° 21′ 58″ ouest |                |                        |             | Image manquante Téléverser                                         |
| Chapelle du cimetière de Châtres-la-Forêt                                               | Évron                       |         | 48° 08′ 05″ nord, 0° 25′ 43″ ouest |                |                        |             | Image manquante Téléverser                                         |
| Chapelle de la Moussardière                                                             | Évron                       |         | 48° 07′ 29″ nord, 0° 26′ 54″ ouest |                |                        |             | Image manquante Téléverser                                         |
| Chapelle de l'école Saint-Joseph d'Évron                                                | Évron                       |         | 48° 09′ 15″ nord, 0° 24′ 11″ ouest |                |                        |             | Image manquante Téléverser                                         |
| Chapelle de l'hôpital d'Évron                                                           | Évron                       |         | 48° 09′ 26″ nord, 0° 24′ 30″ ouest |                |                        |             | Image manquante Téléverser                                         |
| Chapelle Notre-Dame de l'Aunay-Cochin                                                   | Évron                       |         | 48° 08′ 40″ nord, 0° 23′ 03″ ouest |                |                        |             | Image manquante Téléverser                                         |